# Villaherreros
Villaherreros è un comune spagnolo di 239 abitanti situato nella comunità autonoma di Castiglia e León, comarca di Tierra de Campos.